# ري لايف (فلم)
ري لايف (リライフ) هو فيلم ياباني من إخراج تاكيشي فوروساوا، وبطولة تايشي ناكاجاوا ويستند إلى سلسلة المانجا التي تحمل نفس الاسم من تأليف يايويسو. تم إصداره في اليابان من قبل شركة شوتشيكو في 15 أبريل 2017. الأغنية الرئيسية للفيلم هي «ساكورا» لسونوكو إينوي 2005.

## ملخص
أراتا كايزاكي فتى يبلغ من العمر 27 عامًا وهو عاطل عن العمل. ترك وظيفته السابقة بعد العمل في شركة لمدة 3 أشهر ليقرر لاحقًا المشاركة في برنامج بحثي يتمثل في تعاطيه أدوية تجعله يبدو أصغر سنًا ثم يلتحق بالمدرسة الثانوية لمدة عام. هناك، يقع في حب الطالبة في المدرسة الثانوية «تشيزورو هيشيرو».

## طاقم التمثيل
- تايشي ناكاغاوا بدور أراتا كايزاكي [4]
- يينا تايرا بدور تشيزورو هيشيرو [4]
- ماهيرو تاكاسوجي بدور كازومي اغا [5]
- إليزا إكيدا بدور رينا كاريو [6]
- ساي أوكازاكي [خطأ: تحقق من وسيط ورمز اللغة] بدور أونويا [7]
- يوداي شيبا بدور ريو يوواكي [8]
- كينشو أونو (كاميو) [9]

## روابط خارجية
- الموقع الرسمي
 (باليابانية)
- مقالات تستعمل روابط فنية بلا صلة مع ويكي بيانات